# Ascalohybris subjacens
Ascalohybris subjacens är en insektsart som först beskrevs av Walker 1853.  Ascalohybris subjacens ingår i släktet Ascalohybris och familjen fjärilsländor. Inga underarter finns listade i Catalogue of Life.